# 龙河镇 (讷河市)
龙河镇是中国黑龙江省齐齐哈尔市讷河市下辖的一个镇。

## 行政区划
桥头溪乡下辖以下地区：
高潮村、勇进村、康庄村、勤俭村、龙河村、新生活村、先锋村、保安村、新世纪村、国庆村、友好村、富裕村和炬光村。